# Xã Exeter, Quận Berks, Pennsylvania
Xã Exeter (tiếng Anh: Exeter Township) là một xã thuộc quận Berks, tiểu bang Pennsylvania, Hoa Kỳ. Năm 2010, dân số của xã này là 25.550 người.